# Култ
Култът (от латински: cultus) е система от външни религиозни практики, насочени към почитането на Бог, божество или свещени места. Тя може да обхваща различни церемонии и ритуали, като молитви, жертвоприношения, процесии или изграждане на култови съоръжения.
В преносен смисъл понятието „култ“ се използва за изразяване на крайно почитане и в нерелигиозен контекст във фрази като култ към личността, култов филм и други.